# David Gilbert
David Brown Gilbert (Derby, 12 juni 1981) is een Engels professioneel snookerspeler. Hij bereikte voor het eerst de halve finale van het Wereldkampioenschap snooker in 2019.

## Carrière
Zijn eerste deelname aan het wereldkampioenschap snooker was in 2007. Hij verloor hier met 10-7 van Stephen Hendry. In 2012 bereikte hij voor het eerst de tweede ronde nadat hij Martin Gould versloeg met 10-8. In deze tweede ronde ging hij met 13-9 onderuit tegen Neil Robertson. Bij zijn vijfde deelname aan het WK haalde hij in 2019 voor het eerst de halve finale. Op de weg hier naartoe versloeg hij Joe Perry, Mark Williams en Kyren Wilson. In deze halve finale moest hij het onderspit delven tegen John Higgins, Gilbert verloor met 17-16 van de latere verliezende finalist.
Zijn eerste rankingtitel won hij in 2021 nadat hij Mark Allen versloeg met 3-1 in de finale van de Championship League.
Bij het WK in 2024 bereikte hij voor de tweede keer in zijn carrière de halve finale. Om hier te komen versloeg hij regerend kampioen Luca Brecel, Robert Milkins en Stephen Maguire. In deze halve finale stond hij tegenover Kyren Wilson. Gilbert verloor hier met 17-11, de wedstrijd ging tot en met de 9-9 gelijk op.

## Belangrijkste resultaten

### Rankingtitels
| #  | Seizoen     | Toernooi            | Verliezend finalist | Verliezend finalist | Score |
| -- | ----------- | ------------------- | ------------------- | ------------------- | ----- |
| 1. | 2021 / 2022 | Championship League | Mark Allen          | Noord-Ierland       | 3-1   |

### Wereldkampioenschap
Hoofdtoernooi (laatste 32 of beter):
| #   | Seizoen     | Editie  | Prestatie    | Extra                                  |
| --- | ----------- | ------- | ------------ | -------------------------------------- |
| 1.  | 2006 / 2007 | WK 2007 | Laatste 32   | Verloor met 10-7 van Stephen Hendry    |
| 2.  | 2011 / 2012 | WK 2012 | Laatste 16   | Verloor met 13-9 van Neil Robertson    |
| 3.  | 2013 / 2014 | WK 2014 | Laatste 32   | Verloor met 10-4 van Barry Hawkins     |
| 4.  | 2015 / 2016 | WK 2016 | Laatste 32   | Verloor met 10-7 van Ronnie O'Sullivan |
| 5.  | 2018 / 2019 | WK 2019 | Halve finale | Verloor met 17-16 van John Higgins     |
| 6.  | 2019 / 2020 | WK 2020 | Laatste 32   | Verloor met 10-8 van Kurt Maflin       |
| 7.  | 2020 / 2021 | WK 2021 | Laatste 16   | Verloor met 13-8 van Judd Trump        |
| 8.  | 2021 / 2022 | WK 2022 | Laatste 32   | Verloor met 10-5 van Ronnie O'Sullivan |
| 9.  | 2022 / 2023 | WK 2023 | Laatste 32   | Verloor met 10-4 van Stuart Bingham    |
| 10. | 2023 / 2024 | WK 2024 | Halve finale | Verloor met 17-11 van Kyren Wilson     |
| 11. | 2024 / 2025 | WK 2025 | Laatste 32   | Verloor met 10-6 van Si Jiahui         |